# Michaił Grigorjew (wojskowy)
Michaił Porfirjewicz Grigorjew (ros. Михаил Порфирьевич Григорьев, ur. 1903 w Smoleńsku, zm. 1961 tamże) – oficer NKWD i MGB, jeden ze sprawców zbrodni katyńskiej.
Miał wykształcenie podstawowe, w marcu 1919 wstąpił do Armii Czerwonej, w 1931 do WKP(b). Wiosną 1940 jako funkcjonariusz NKWD brał udział w mordowaniu polskich jeńców w Katyniu i 26 października 1940 szef NKWD Ławrientij Beria przyznał mu za to nagrodę. W 1952 został zastępcą szefa wydziału samochodowo-technicznego Oddziału Administracyjno-Gospodarczego Zarządu MGB obwodu smoleńskiego; miał stopień młodszego lejtnanta. Był odznaczony Orderem Czerwonego Sztandaru (1953) i 4 medalami.